# Szürkearcú fülemülerigó
A szürkearcú fülemülerigó (Catharus minimus) a madarak osztályának verébalakúak (Passeriformes) rendjébe és a rigófélék (Turdidae) családjába tartozó faj.

## Rendszerezése
A fajt Frederic de Lafresnaye francia ornitológus írta le 1848-ban, a Turdus nembe Turdus minimus néven.

## Alfajai
- Catharus minimus aliciae (S. F. Baird, 1858)
- Catharus minimus minimus (Lafresnaye, 1848)[2]

## Előfordulása
Kanada, az Amerikai Egyesült Államok és Oroszország területén költ, telelni délebbre vonul, Dél-Amerika északi részéig. Kóborló példányai eljutnak Európába is. Természetes élőhelyei tűlevelű erdők, cserjések, tundrák és  szubtrópusi és trópusi síkvidéki esőerdők. Vonuló faj.

## Megjelenése
Átlagos testhossza 19 centiméter, szárnyfesztávolsága 32 centiméter, testtömege 26-32 gramm.

## Életmódja
Gerinctelenekkel táplálkozik, de gyümölcsöket is fogyaszt.

## Természetvédelmi helyzete
Az elterjedési területe rendkívül nagy, egyedszáma felméretlen, de valószínűleg nagy. A Természetvédelmi Világszövetség Vörös listáján nem fenyegetett fajként szerepel.